# Седем часа разлика
„Седем часа разлика“ е български драматичен сериал на bTV. Изпълнителен продуцент е Магърдич Халваджиян – „Global Films“. Сериалът се излъчва в праймтайма на bTV, като първият сезон е от 26 епизода, вторият – от 28 епизода, третият – от 22 епизода.
В сериала участват известни български актьори като Ваня Цветкова, Малин Кръстев, Мария Статулова, Симеон Лютаков и други. Режисьор на сериала е Вито Бонев, но от третия сезон е заместен от Горан Попович.
В сериала последната си роля изиграва актьорър Ангел Георгиев.

## Развитие
В началото на 2011 г. от bTV обявяват, че започват снимките на четвъртия им български сериал (след Тя и той, Стъклен дом и Столичани в повече). Сериалът се подготвя за излъчване през пролетта, но излъчването се отлага за есенния тв сезон. Сериалът започва да се излъчва от 18 септември. Още преди да започне излъчването му в България е продаден в пакет с останалите български сериали на телевизията на Канал 5 (Северна Македония). Сериалът е заснет с HD камери във формат 16:9, но през първите си два сезона се излъчва в 4:3, в третия сезон преминава в HD 16:9 формат, заедно с прехода на телевизията към HD.
През октомври 2012 г. в интернет се появяват слухове, че се е зародил конфликт между продуцента на продукцията Магърдич Халваджиян и bTV, като в основата на този конфликт стоят пари. След няколко дни официално се съобщава, че слуховете са верни и че продуцентът спира снимките на 4 сезон, докато bTV не изпълни задълженията си по договора. Снимките са отменени за неопределен период и няма информация дали те ще продължат.
През декември в интернет се появяват нови слухове, че продуцентът готви продължение на сериала по друга телевизия заради скандала му с bTV, но със сменено име, нови сюжетни линии, като актьорският състав остава непроменен. Няма официално становище от страна на продуцентите и не е сигурно по коя точно телевизия ще се излъчва продължението.
От 24 февруари 2013 година започва излъчването на продължението на третия сезон, като сериалът отново е преместен в ден неделя и отново по два епизода.

## История
„Седем часа разлика“ е единствената българска серийна филмова продукция със сюжет, вдъхновен от реални събития.
Действието се развива паралелно в два града – София и Ню Йорк. Там живеят членовете на две български семейства, чийто професионален живот е неразривно свързан с престъплението и наказанието. Разделението и личните конфликти между тях са породени не само от часовата разлика, но и от разликата в поколенията, любовта и омразата, политиката и икономиката, пропастта между богати и бедни.

## Епизоди

### Оригинално излъчване
| Сезон | Сезон | Час на излъчване       | ТВ Сезон      | Епизоди | Премиера          | Финал             | Времетраене                  |
| ----- | ----- | ---------------------- | ------------- | ------- | ----------------- | ----------------- | ---------------------------- |
|       | 1     | Неделя, 20:00          | 2011 (есен)   | 26      | 18 септември 2011 | 18 декември 2011  | 45 минути (двойно излъчване) |
|       | 2     | Неделя, 20:00          | 2012 (пролет) | 28      | 3 март 2012       | 10 юни 2012       | 45 минути (двойно излъчване) |
|       | 3     | Неделя, 20:00          | 2012 (есен)   | 1       | 23 септември 2012 | 23 септември 2012 | 45 минути (двойно излъчване) |
|       | 3     | Вторник, 21:00         | 2012 (есен)   | 12      | 2 октомври 2012   | 18 декември 2012  | 45 минути                    |
|       | 3     | Неделя, 20:00          | 2013 (пролет) | 9       | 24 февруари 2013  | 24 март 2013      | 45 минути (двойно излъчване) |
|       | 4     | Събота и неделя, 19:00 | 2014 (зима)   | 4       | 20 декември 2014  | 21 декември 2014  | 45 минути (двойно излъчване) |

Първите и последните епизоди на всеки сезон са с продължителност от по 90 минути (без рекламите). Премиерата на трети сезон е последният епизод в първоначалния неделен час на излъчване и отново е двучасова. От втория епизод на трети сезон се излъчва по един епизод всеки вторник от 21:00 часа.
Първи епизод на трети сезон е отново с продължителност от 90 минути (без рекламите) и се излъчва на 23 септември 2012 г. Втория епизод от сезона не се излъчва на 30 септември (следващата неделя), а на 2 октомври с нов начален час – 21:00 часа. Оттогава сериалът се излъчва по един епизод седмично. На 11 февруари bTV споменава в промото за новите епизоди, че те ще се излъчват всяка неделя от 20:00 часа, което означава, че ще бъдат излъчвани от 20:00 часа до 22:00 часа.

### В чужбина
Още преди да започне излъчването му в България, е продаден в пакет с останалите български сериали на телевизията на Канал 5 (Северна Македония).

## Актьорски състав и герои

### Сезон 1.
В България
Главни герои
- Ваня Цветкова – Таня Стоева; майка на Мая, сестра на Боян, корумпирана съдийка в Софийски градски съд, най-добра приятелка на Милото, приятелка на Иванов
- Боряна Братоева – Мая Стоева; дъщеря на Таня и Пол Станков, ученичка, приятелка на Тео
- Пенко Господинов – Орлин Гончев; шофьор и верен помощник на Таня Стоева
- Николай Маринов Станчев – Стефан Стефанаков; съпруг на Светлана, баща на Тео
- Евелина Борисова – Светлана Стефанакова; съпруга на Стефан, майка на Тео, журналист и TV водещ на предаването „Blue Box“
- Ангел Георгиев – ген. Лука Карлов; баща на Светлана Стефанакова, дядо на Тео, бивш генерал-агент на ДС
- Тодор Дърлянов – Тео Стефанаков; син на Светлана и Стефан, ученик, приятел на Мая
- Павлин Петрунов – Явор Карлов; внук на Лука, братовчед на Тео, ученик, наркоман
- Калин Сърменов – Михаил Михайлов – Милото; баща на Роки, бизнесмен-мафиот, най-добър приятел на Таня
- Тони Минасян – Радослав Михайлов – Роки; син на Милото, ученик, бивш-приятел на Мая
- Симеон Лютаков – Иван Иванов; прокурор. Току-що дошъл от провинцията, той поема делото на Милото и прави отвод на съдебния състав, назначен от Таня Стоева, навличайки си нейния гняв, както и този на Милото. Впоследтвие започва връзка с Таня.
- Максим Генчев – Кирил Коцев; близък приятел на Таня, Милото, Лука Карлов и Пол Станкофф

Второстепенни герои
- Пламен Сираков – Васил

шофьор на семейство Стефанакови, бивш приятел на Аги.
- Димо Алексиев – Миро; фитнес инструктор, хомосексуалист, има връзка с политика Християн
- Борислав Борисов – Християн Стоицев; политик, има връзка с фитнес инструктора Миро
- Станислав Пищалов – прокурор Неделчев
- Теодор Елмазов – прокурор Къртев

В Америка
Главни герои
- Малин Кръстев – Боян Стоев; брат на Таня, вуйчо на Мая, собственик на бар „Избата“ в Ню Йорк, приятел на Нина Роси
- Алекс Раева – Нина Роси (Росица Николова); певица, приятелка на Боян
- Боряна Братоева – Мая Стоева; дъщеря на Таня и Пол Станкофф, ученичка, приятелка на Тео
- Мария Статулова – Агуриг (Аги); българска арменка, бивша приятелка на Васко, продавачка в български магазин „ХоРеМаг“ в Ню Йорк, приятелка на Боян
- Васил Банов – бай Юнал; българин мюсюлманин (помак), собственик на български магазин „ХоРеМаг“ в Ню Йорк, приятел на Боян
- Юрий Ангелов – Евгений Михайлович Юдаев – Распутин; руски мафиот
- Николай Сотиров – Пол Станков (Павел Станков); баща на Мая, адвокат
- Линда Русева – Цвета; барманка на бар „Избата“ в Ню Йорк, приятелка на Боян и Нина Роси
- Александра Василева – Алеся; украинка, говори руски и малко английски, управител на бар „Избата“, съпруга на Айвън-Крис

Второстепенни герои
- Васил Василев-Зуека – Айвън-Крис, адвокат, приятел на Боян
- Анджела Родел – Натали Станков, съпруга на Пол, приятелка на Боян, ревнува от Мая
- Сеиф-Ур Рехман – Сеиф, приятел на Тео и Маги, таксиметров шофьор
- Теменуга Первазова – Маги, приятелка на Тео и Сеиф, треньорка по кикбокс
- Емил Котев – Росен – Чушката, приятел на Боян, бай Юнал и Аги

### Сезон 2.
В България
Главни герои
- Ваня Цветкова – Таня Стоева; майка на Мая, сестра на Боян, корумпирана съдийка в Софийски градски съд, най-добра приятелка на Милото, приятелка на Иванов
- Боряна Братоева – Мая Стоева; дъщеря на Таня и Пол Станков, ученичка, приятелка на Тео
- Пенко Господинов – Орлин Гончев; шофьор и верен помощник на Таня Стоева
- Николай Маринов Станчев – Стефан Стефанаков; съпруг на Светлана, баща на Тео
- Евелина Борисова – Светлана Стефанакова; съпруга на Стефан, майка на Тео, журналист и TV водещ на предаването „Blue Box“
- Ангел Георгиев – Ачо (умира на 6 февруари 2012) – ген. Лука Карлов; баща на Светлана Стефанакова, дядо на Тео, бивш генерал-агент на ДС
- Илия Раев – ген. Лука Карлов; баща на Светлана Стефанакова, дядо на Тео, бивш генерал-агент на ДС
- Максим Генчев – Кирил Коцев; близък приятел на Таня, Милото, Лука Карлов и Пол Станков, единият от нападателите на Тео и Мая
- Тодор Дърлянов – Тео Стефанаков; син на Светлана и Стефан, ученик, приятел на Мая
- Павлин Петрунов – Явор Карлов; внук на Лука, братовчед на Тео, ученик, наркоман
- Калин Сърменов – Михаил Михайлов – Милото; баща на Роки, бизнесмен мафиот, най-добър приятел на Таня
- Тони Минасян – Радослав Михайлов – Роки; син на Милото, ученик, бивш приятел на Мая
- Симеон Лютаков – Иван Иванов; приятел на Таня, прокурор
- Димо Алексиев – Слав; брат-близнак на фитнес инструктора Миро; член на Бандата на татуираните
- Тигран Торосян – следовател Христов; новопостъпил в прокуратурата, приятел на прокурор Неделчев; член на Бандата на татуираните

Второстепенни герои
- Пламен Сираков – Васко; шофьор на семейство Стефанакови, бивш приятел на Аги
- Борислав Борисов – Християн Стоицев; политик, хомосексуалист, има връзка с фитнес-инструктора Миро
- Станислав Пищалов – прокурор Неделчев
- Бонка Илиева – Кети Павлова; главна медицинска сестра
- Стоян Радев – Чавдар; враг от миналото на Иван Иванов
- Мадлен Даскалова – Ани; починала дъщеря на Чавдар
- Стефан Попов – Симеон; адвокат на Милото

В Америка
Главни герои
- Малин Кръстев – Боян Стоев; брат на Таня, вуйчо на Мая, собственик на бар „Избата“ в Ню Йорк, приятел на Нина Роси
- Алекс Раева – Нина Роси (Росица Николова); певица, приятелка на Боян
- Боряна Братоева – Мая Стоева; дъщеря на Таня и Пол Станков ученичка, приятелка на Тео
- Мария Статулова – Агуриг (Аги); българска арменка, бивша приятелка на Васко, продавачка в български магазин „ХоРеМаг“ в Ню Йорк, приятелка на Боян
- Васил Банов – бай Юнал; българин мюсюлманин (помак), собственик на български магазин „ХоРеМаг“ в Ню Йорк, приятел на Боян
- Юрий Ангелов – Евгений Михайлович Юдаев – Распутин; руски мафиот
- Николай Сотиров – Пол Станков (Павел Станков); баща на Мая, адвокат
- Линда Русева – Цвета; барманка на бар „Избата“ в Ню Йорк, приятелка на Боян и Нина Роси
- Александра Василева – Алеся; украинка, говори руски и малко английски, управител на бар „Избата“ съпруга на Айвън-Крис

Второстепенни герои
- Анджела Родел – Натали Станкофф, съпруга на Пол; приятелка на Боян, ревнува от Мая
- Сеиф-Ур Рехман – Сеиф; приятел на Тео и Маги, таксиметров шофьор
- Теменуга Первазова – Маги; приятелка на Тео и Сеиф, треньорка по кикбокс
- Емил Котев – Росен – Чушката; приятел на Боян, бай Юнал и Аги
- Михаела Стойкова – Олга (Оля); майка на Явор, леля на Тео, сестра на Светлана, дъщеря на Лука
- Нели Топалова – Анаис Юдаевна; съпруга на Распутин
- Кристиян Димитров – Латинос; член на Бандата на татуираните

### Сезон 3.
В България
Главни герои
- Ваня Цветкова – Таня Стоева; майка на Мая, съдийка в Софийски градски съд, най-добра приятелка на Милото, приятелка на Иванов
- Боряна Братоева – Мая Стоева; дъщеря на Таня и Пол Станков, ученичка, приятелка на Тео
- Пенко Господинов – Орлин Гончев; шофьор и верен помощник на Таня Стоева
- Николай Маринов Станчев – Стефан Стефанаков; съпруг на Светлана, баща на Тео
- Евелина Борисова – Светлана Стефанакова; съпруга на Стефан, майка на Тео, журналист и TV водещ на предаването „Blue Box“
- Максим Генчев – Кирил Коцев; близък приятел на Таня, Милото, Лука Карлов и Пол Станков, единият от нападателите на Тео и Мая
- Тодор Дърлянов – Тео Стефанаков; син на Светлана и Стефан, ученик, приятел на Мая
- Павлин Петрунов – Явор Карлов; внук на Лука, братовчед на Тео, ученик, наркоман
- Калин Сърменов – Михаил Михайлов – Милото; баща на Роки, бизнесмен мафиот, най-добър приятел на Таня
- Тони Минасян – Радослав Михайлов – Роки; син на Милото, ученик, бивш приятел на Мая
- Симеон Лютаков – Иван Иванов; приятел на Таня, прокурор
- Димо Алексиев – Миро/Слав; братя-близнаци: Миро – фитнес инструктор; Слав – член на Бандата на татуираните
- Тигран Торосян – следовател Христов; новопостъпил в прокуратурата, приятел на прокурор Неделчев; член на Бандата на татуираните
- Любен Чаталов – баща на Миро и Слав

Второстепенни герои
- Пламен Сираков – Васко; шофьор на семейство Стефанакови, бивш приятел на Аги
- Бони – Кети Павлова; медицинска сестра
- Борислав Борисов – Християн Стоицев; политик, хомосексуалист, има връзка с фитнес-инструктора Миро
- Станислав Пищалов – прокурор Неделчев
- Стефан Попов – Симеон; адвокат на Милото
- Александър Пасков – Атила Желязков; политик
- Адриана Петрова – Мария; майка на Роки, бивша балерина, изпратена в лудница
- Светослав Рангелов – „Красавеца“; убиецът на Миро, единият от нападателите на прокурор Неделчев и Тео и Мая

В Америка
Главни герои
- Алекс Раева – Нина Роси (Росица Николова); певица, приятелка на Боян
- Мария Статулова – Агуриг (Аги); българска арменка, бивша приятелка на Васко, продавачка в български магазин „ХоРеМаг“ в Ню Йорк
- Васил Банов – бай Юнал; българин мюсюлманин (помак), собственик на български магазин „ХоРеМаг“ в Ню Йорк, приятел на Боян
- Юрий Ангелов – Евгений Михайлович Юдаев – Распутин; руски мафиот
- Николай Сотиров – Пол Станков (Павел Станков); баща на Мая, адвокат
- Линда Русева – Цвета; барманка на бар „Избата“ в Ню Йорк, приятелка на Нина Роси
- Александра Василева – Алеся; украинка, говори руски и малко английски, управител на бар „Избата“ съпруга на Айвън-Крис

Второстепенни герои
- Анджела Родел – Натали Станков, съпруга на Пол; ревнува от Мая
- Емил Котев – Росен – Чушката; приятел на бай Юнал и Аги
- Катя Иванова – Красимира; стара приятелка на Аги и Юнал
- Михаела Стойкова – Олга Орловска (Оля); майка на Явор, леля на Тео, сестра на Светлана, дъщеря на Лука
- Илияна Лазарова – Лиз; секретарка на Пол Станков
- Вихър Стойчев – Леонид; баща на Явор, съпруг на Оля

### Епизодични герои
- Миролюба Бенатова – Миролюба Бенатова; репортер на bTV
- Малина Георгиева – съпруга на прокурор Иван Иванов, загинала при инцидент
- Мая Драганова – Моника; приятелка на Чушката
- Даниела Маринова – Калина; приятелка на Мая и Тео
- Златко Василев – Митко; приятел на Мая и Тео
- Веселин Вълков – д-р Никола Спасов
- Зорница Костова – проститутка 1; участва в плана на Таня Стоева за отмъщение на Роки
- Камелия Хатиб – проститутка 2; участва в плана на Таня Стоева за отмъщение на Роки
- Росен Петров – Росен Петров; водещ на предаване по bTV
- Катя Иванова – Красимира; стара приятелка на Аги и Юнал
- Нели Топалова – Анаис Юдаевна; съпруга на Распутин
- Софи Маринова – Софи Маринова; попфолк певица на турне в Ню Йорк
- Устата – Устата; попфолк певец на турне в Ню Йорк, заедно със Софи Маринова
- Александър Пасков – Атила Желязков, политик
- Кристиян Димитров – Латинос; член на Бандата на татуираните
- Яна Огнянова – медицинска сестра в дом за психично болни (жени)
- Милен Димитров – отец Борислав; приятел на Чушката
- Десислава Моралес – Галена; помощничка на отец Борислав
- Jonas Talkington – Агент Джон Смит
- Антоанета Димитрова – майката на Чушката
- Антония Драгова – бабата на Чушката
- Дани Филипова – адвокат на Гончев